# 札幌証券取引所
証券会員制法人札幌証券取引所（さっぽろしょうけんとりひきじょ、英: Sapporo Securities Exchange）は北海道札幌市中央区南1条西5丁目14番1号に所在する日本の金融商品取引所である。設立は1949年。略称は札証（さっしょう）。

## 概要
地方都市に拠点を置く証券取引所（名古屋、福岡、札幌）の一つ。新興企業向け株式市場アンビシャスを開設・運営している。
上場企業は地元北海道の企業が中心であり、非常に小規模である。
2016年の売買代金は512億8817万円で、2015年に続き500億を上回った。
2017年度の年間売買代金は3,335億円と、16年度の6倍に達し、名古屋証券取引所の1,401億円を初めて上回り、東京証券取引所に次ぐ国内第2位の市場となった。うちアンビシャス上場のRIZAPグループの売買代金が3,179億円であり、株価が前年度末から9割近く高騰したことが主な要因。

## 立会時間
- 前場 09:00～11:30
- 後場 12:30～15:30

## 沿革
- 1949年12月 - 証券会員制法人札幌証券取引所設立。
- 1950年4月 - 売買立会を開始。
- 1985年5月 - 新相場報道システムにより、本書地場銘柄の相場情報を提供。
- 1998年8月 -立会外取引制度 の導入。
- 2000年4月7日 - ベンチャー向け市場、「アンビシャス」を開設。
- 2000年8月 - 札証単独上場銘柄のシステム売買開始。
- 2002年4月 - 特定正会員制度の新設。
- 2003年1月 - 立会外取引制度に売買高加重平均価格（VWAP）取引制度導入。
- 2005年11月1日 - 東京証券取引所で発生したシステム障害の影響で、株式CB売買システムに障害が発生し取引停止。
- 2005年12月 - 立会外取引制度に係る取引時間を午後4時から午後5時まで時間延長。
- 2018年9月6日 - 北海道胆振東部地震の発生による大規模停電で取引停止。
- 2020年10月1日 - 東京証券取引所の売買システムにて、株価など相場情報の配信に障害が発生した影響で、同システムを利用しているため、午前9時の取引開始から全ての銘柄で売買が終日停止された。また、名古屋証券取引所、福岡証券取引所も売買を終日停止した。

## 規定

### 上場・上場廃止に関する規定
有価証券上場は審査基準がある。主な審査基準は下表の通りである。
| 審査基準                                    | 本則市場 | アンビシャス |
| ------------------------------------------- | --- | --- |
| 対象企業                                    | - | 北海道に関連のある企業 |
| 株主数等 （上場時見込み）                   | 株主数300人以上 | *500単位以上の公募又は売出し *株主数100人以上 |
| 流通株式 （上場時見込み） 及び 公募等の実施 | 以下のいずれかに適合すること *流通株式数が2,000単位以上かつ 上場株式数の25％以上 *上場日の前日までに公募又は 売出しを1,000単位又は 上場株式数の10％のいずれか多い株式数以上を行うこと                       | - |
| 上場時価総額 （上場時見込み）               | 10億円以上 | - |
| 純資産の額 （上場時見込み）                 | 3億円以上 | 1億円以上 （最近2年間の営業利益が連続して 5000万円以上の場合は正） |
| 利益の額                                    | 最近1年間の経常利益が 5000万円以上 | 最近1年間の経常利益の額が正 （営業利益の額が正でない場合において、 収益の向上が期待できる場合を含む） |
| 事業継続年数                                | 3年以前から取締役会を設置して、 継続的に事業活動をしていること | 1年以前から取締役会を設置して、 継続的に事業活動をしていること |
| 虚偽記載又は不適正意見等                    | *最近2年間の有価証券報告書等に「虚偽記載」なし *最近2年間のうち、 最初の1年間の監査報告書等が「無限定適正」又は「除外事項を付した限定付適正」であり、 かつ最近1年間の監査報告書等が「無限定適正」であること | *最近2年間の有価証券報告書等に「虚偽記載」なし *最近2年間のうち、 最初の1年間の監査報告書等が「無限定適正」又は「除外事項を付した限定付適正」であり、 かつ最近1年間の監査報告書等が「無限定適正」であること |

上記の他にも上場会社監査事務所による監査、株式事務代行機関の設置等々に関する規定がある。
上場廃止基準は、債務超過、虚偽記載又は不適正意見等、売買高、その他（破産や反社会的勢力の関与など）等々に関する規定に違反した場合。
2020年2月7日以降に本則市場への市場変更を実施したアンビシャス上場企業において、申請書類に重大な虚偽記載を記載し、特別注意銘柄の指定もしくは改善報告書の微求を受けた場合は同時に、指定替え・市場変更等の特例により、再度アンビシャスへの市場変更が行われる。

### 市場変更に関する規定
アンビシャスから本則市場へ市場変更を行う場合は、市場変更の申請を行う必要がある。アンビシャスから本則市場に市場変更を行う場合（アンビシャス上場から3年以内に限る）の基準は、上場時価総額は6億円以上となる他、上場審査手数料は免除となる。
過去5年以内に特別注意銘柄の指定を受けたり、改善報告書の提出を求められたアンビシャス上場企業が本則市場への市場変更申請を行う場合は、通常の審査の他にも、実効性確保措置に関連して策定された改善措置が適切に履行されているかの審査も実施される。

## 上場会社数
札幌証券取引所に上場している会社の数は、2025年3月7日現在で62（うち単独上場18）。内訳は次の通り。
| 市場の種別   | 全体 | (単独上場) |
| ------------ | ---- | ---------- |
| 本則市場     | 52   | (10)       |
| アンビシャス | 10   | (8)        |
| 合計         | 62   | （18）     |

※凡例
(単独上場) - 札証単独上場銘柄

### 上場会社一覧
- 札幌証券取引所本則市場上場企業一覧
- アンビシャス上場企業一覧
- 札幌証券取引所で上場廃止となった企業一覧

## 開所時の上場企業
単独上場13社
- 北洋無尽
- 北海道中央バス

- 北海道配電
- 油谷鉱業

- 旭川紡績
- 北海道製綱

- 北海演芸
- 北海酸素

- 三馬ゴム
- 東和ゴム

- 北海冷温倉庫
- 函館定温倉庫

- 北海製紙

重複上場74社
- 北海道拓殖銀行
- 千代田銀行
- 富士銀行
- 帝国銀行
- 東京銀行
- 第一銀行
- 大阪銀行
- 三和銀行
- 大正海上火災保険
- 安田火災海上保険

- 同和火災海上保険
- 東京海上火災保険
- 日新火災海上保険
- 三井不動産
- 三菱倉庫
- 日本郵船
- 大阪商船
- 三井船舶
- 日本発送電
- 北海道瓦斯

- 浦賀船渠
- 函館船渠
- 東京芝浦電気
- 古河電気工業
- 日本光学工業
- 日本軽金属
- 日本鋼管
- 北海道炭砿汽船
- 井華鉱業
- 雄別炭礦鉄道

- 三菱鉱業
- 三井鉱山
- 明治鉱業
- 日本鉱業
- 日本石油
- 帝国石油
- 帝国繊維
- 東洋レーヨン
- 帝国人造絹絲
- 鐘淵紡績

- 大東紡織
- 富士紡績
- 三越
- 日活
- 大映
- 松竹
- 東宝
- 合同酒精
- 日本甜菜製糖
- 日本麦酒

- 宝酒造
- 味の素
- 豊年製油
- 麒麟麦酒
- 日本製粉
- 森永製菓
- 日本セメント
- 磐城セメント
- 日本陶器
- 東洋高圧工業

- 日産化学工業
- 昭和電工
- 鉄興社
- 日本曹達
- 旭化成工業
- 日本油脂
- 日本水産
- 日魯漁業
- 日本冷蔵
- 極洋捕鯨

- 苫小牧製紙
- 国策パルプ工業
- 十條製紙
- 三井木材工業